# Linh kiện bán dẫn
Các linh kiện bán dẫn hay phần tử bán dẫn là các linh kiện điện tử khai thác tính chất điện tử của vật liệu bán dẫn, như silic, germani, và arsenua galli, cũng như chất bán dẫn hữu cơ.
Linh kiện bán dẫn sử dụng dẫn truyền điện tử ở trạng thái rắn (solid state), trái ngược với các trạng thái truyền điện tử phát xạ nhiệt hay khí trong chân không cao như ở các đèn điện tử chân không. Vì thế linh kiện bán dẫn đã thay thế các linh kiện ion nhiệt trong hầu hết các ứng dụng .
Các linh kiện bán dẫn được sản xuất ở cả hai dạng là linh kiện rời và mạch tích hợp (IC). Trong IC có từ vài (thấp nhất là hai) đến hàng tỷ linh kiện, được gia công và kết nối với nhau trên một nền bán dẫn duy nhất là tấm wafer.

## Vật liệu bán dẫn
Silic (Si) là vật liệu được sử dụng rộng rãi nhất trong các linh kiện bán dẫn. Chi phí nguyên liệu thấp, chế biến tương đối đơn giản, phạm vi nhiệt độ làm việc rộng, khả năng chế tạo thành tấm nền có đường kính đủ lớn cỡ 300 mm (12 in), làm cho nó là tốt nhất trong số các vật liệu cạnh tranh khác.
Germani (Ge) là loại vật liệu bán dẫn sử dụng đầu tiên, nhưng sự nhạy nhiệt làm cho nó thua kém silic. Hiện nay, germani được tạo hợp kim với silic để sử dụng trong các linh kiện SiGe tốc độ rất cao. IBM là một nhà sản xuất chính các linh kiện như vậy.
Arsenua galli (GaAs) cũng được sử dụng rộng rãi trong các linh kiện tốc độ cao, nhưng khó chế tạo được tấm nền lớn. Việc sản xuất hàng loạt các linh kiện GaAs đắt hơn silic đáng kể.
Vật liệu ít phổ biến khác cũng được sử dụng hoặc đang được nghiên cứu.
Carbide silic (SiC) đã tìm thấy một số ứng dụng làm nguyên liệu cho điốt phát sáng xanh lam (LED). Nó đang được nghiên cứu để sử dụng trong các linh kiện bán dẫn có thể chịu được nhiệt độ hoạt động rất cao và môi trường có bức xạ ion hóa lớn. Hiện tại điốt IMPATT là loại được chế tạo từ SiC.
Hợp chất indi khác nhau (arsenua, antimonua, phosphua indi) cũng đang được sử dụng trong các LED và điốt laser.
Sulfide Seleni đang được nghiên cứu sản xuất các tế bào năng lượng mặt trời.
Các chất bán dẫn hữu cơ được sử dụng cho điốt phát sáng hữu cơ.

Cấu trúc một transistor lưỡng cực n n–p–n

## Danh mục linh kiện bán dẫn phổ biến
Theo Alldatasheet  và các trang cho các linh kiện.
Linh kiện hai chân:
- DIAC
- Điốt biến dung (Varicap)
- Điốt Gunn (Transferred electron device, Điốt TED)
- Điốt TVS (Transient voltage suppression diode)
- Điốt IMPATT (IMPact ionization Avalanche Transit-Time diode)
- Điốt laser
- Điốt phát quang (LED)
- Điốt PIN
- Điốt quang (Photodiode)
- Điốt Schottky
- Điốt tunnel
- Điốt Zener
- Điốt chỉnh lưu
- Pin mặt trời
- Varistor
- VCSEL (Vertical-cavity surface-emitting laser)
- Phototransistor

Linh kiện ba chân:
- Transistor lưỡng cực BJT
- Transistor Darlington
- Transistor hiệu ứng trường FET, JFET, MOSFET
- Transistor HEMT (High electron mobility transistor)
- Transistor IGBT
- Thyristor SCR (Silicon-controlled rectifier), GTO (Gate-turn-off)
- TRIAC
- Transistor đơn nối UJT (Unijunction transistor)
- Ổn áp (voltage regulator)

Linh kiện bốn chân:
- Photocoupler (Optocoupler)
- Cảm biến hiệu ứng Hall (cảm biến từ trường)

Linh kiện đa chân:
- IC (Mạch tích hợp)
- ADC (Analog-to-digital converter), DAC (Digital-to-analog converter)
- Cổng logic
- Khuếch đại thuật toán
- Multiplexer, Demultiplexer
- Flip-flop
- Mạch cộng (Adder)
- Mạch đếm (Counter)
- Thanh ghi dịch (Shift register)

VLSI (Very-large-scale integration):
- Cảm biến CCD
- Chipset
- CPU, GPU (Bộ vi xử lý)
- Vi điều khiển (Microcontroller)
- Generic Array Logic (GAL), Programmable Array Logic (PAL), Field Programmable Gate Array (FPGA)
- RAM
- ROM, PROM, EPROM, EEPROM (Bộ nhớ chỉ đọc)
- Bộ nhớ flash